# 類聚名義抄
『類聚名義抄』（るいじゅみょうぎしょう、るいじゅうみょうぎしょう）は、11世紀末から12世紀頃に日本で成立した、漢字を引くための辞書（字書）。名義抄（みょうぎしょう）とも。

## 概要
「仏」「法」「僧」の3篇に分類している。編者は明らかでないが、法相宗の学僧という説が有力視されている。初撰本は6帖構成とみられる。
書名の「類聚」は『和名類聚抄』、「名義抄」は『篆隷万象名義』に由来する。

## 伝本
原撰本と改編本の2種が現存する。今日に伝わる本は図書寮本が原撰本系で、それ以外は改編本系である。
図書寮本
宮内庁書陵部蔵のため、「書陵部本」とも。永保元年（1081年）から康和2年（1100年）頃に成立。原撰本のおもかげを残すが、「法」部の前半しか伝わらない零本（完全ではない本）である。字の説明には出典を略称を用いて付している。今では散佚してしまっている書が多く貴重であるが、略称から散佚している書を特定することが難しく、不明な点もある。
観智院本
天理図書館蔵。鎌倉時代中期の書写。原撰本を増補改編した系統の一本であり、今日において完本として伝わっている唯一の本で、国宝に指定されている。「仏」「法」「僧」部がそれぞれ上中下に分かれ、「仏」の下はさらに「下本」「下末」に分かれている。収録している漢字は約32,000、和訓は4万以上。
高山寺本
天理図書館蔵。表題は「三宝類字集」。観智院本の「仏」部上および中の一部にあたる「巻上」のみ伝わる。
宝菩提院本
東寺宝菩提院蔵。零本。虫損がひどく判読困難な箇所が多い。観智院本の「仏」部下（第3冊、「舟」から「犬」までの10部）のみが伝わる。なお、発掘の際に撮影されたマイクロフィルムが大正大学に所蔵されている。
蓮成院本
鎮国守国神社蔵。零本。観智院本の「仏」上の一部、「仏」中、「法」上の前半の一部、「僧」上の途中から「僧」中の「皮」「革」「韋」の3部を除くすべてと「僧」下が伝わる。雑部は観智院本とは体裁が大きく異なっており、雑部のはじめに雑部所収の部首を記した目次が付いている。また親字に付属する熟字類が、蓮成院本では分注式に細字で書かれており、観智院本とは異なる。さらに観智院本よりも文字の注文が増えており、観智院本よりも後に成った可能性が岡田希雄によって指摘されている。
西念寺本
転写本は関西大学蔵。「仏」上のみが現存する零本。

## 内容
図書寮本では、漢字を字形ごとに並べて掲出し、反切（発音）・用例・和訓・和音などを多くは出典つきで記す。さらに、和訓のアクセントを点（声点）の位置によって示す場合も多い。たとえば、
洌　玉云、力折反。寒皃。潔也。イサキヨシ易
とある項目では、「洌」という漢字について、まず、「玉（ごく）に云ふ」と、『玉篇』の説を引用する。「力折反」は反切で、「力」の声母と「折」の韻母を合わせた発音であると示す。「寒皃。潔也。」は「寒い様子。潔い。」という字義説明である。「イサキヨシ」は和訓で、『周易』の訓にあることを示すものとみられる。さらに「イサキヨシ」の「イサ」の左上に声点が打ってある。図書寮本の成立した当時、「いさぎよし」の「いさ」の部分を高く発音したことが分かる。
観智院本では項目・和訓などが増補された代わりに出典が省略されている。たとえば、「洌」では、
洌 力折反　スム　サムシ　キヨシ　イサキヨシ　ハ下シ
のように、反切の直下に和訓が5つ並んでいる（「ハ下シ」は「はげし」）。「イサキヨシ」の「イサ」の左上に声点があり、また、「ハ下シ」の「ハ下」の左下に声点がある。観智院本の書写された当時、「はげし」の「はげ」は低く発音したことが分かる。
このように本書は、種々の情報を盛り込んだ詳しい字書であるため、日本語学の分野では、平安時代末期・鎌倉時代の語彙や、単語のアクセントを知る上で貴重な資料として価値が非常に高い。

## 注解刊行本・影印本
- 『類聚名義抄』風間書房
  - 第1巻（本文）1954年5月
  - 第2巻（仮名索引・漢字索引）1955年6月
- 『三寳類聚名義抄 : 鎭国守国神社蔵本』未刊国文資料（別巻2）、未刊国文資料刊行会、1965年
- 『図書寮本類聚名義抄 : 宮内庁書陵部蔵』本文篇・解説索引篇、勉誠社、1969年
- 『類聚名義抄 : 四種声点付和訓集成』笠間索引叢刊44、笠間書院、1974年
- 『類聚名義抄 : 觀智院本』天理圖書館善本叢書和書之部、八木書店、1976年
  - 第32巻：仏
  - 第33巻：法
  - 第34巻：僧
- 『類聚名義抄』現代思潮社、1978年
- 『三寳類聚名義抄 : 鎮国守国神社蔵本』勉誠社、1986年
- 『五本対照類聚名義抄和訓集成』汲古書院
  - 1（ア-カ）2000年10月
  - 2（キ-タ）2000年12月
  - 3（チ-ヒ）2001年4月
  - 4（フ-ヲ）2001年7月
- 『図書寮本類聚名義抄 : 本文影印 解説索引』勉誠出版、2005年
- 『類聚名義抄 : 観智院本』新天理図書館善本叢書、八木書店
  - 第9巻（1：仏）2018年4月
  - 第10巻（2：法）2018年8月
  - 第11巻（3：僧）2018年10月